# بوردالبا
بلدية بوردالبا (بالإسبانية: Bordalba) هي بلدية تقع في مقاطعة سرقسطة التابعة لمنطقة أراغون شمال شرق إسبانيا.

## الديموغرافيا
بلغ عدد سكان بلدية بوردالبا 73 نسمة عام 2011 (وفقاً للمعهد الوطني الإسباني للإحصاء).
| 101 | 101 | 95 | 95 | 89 | 79 | 73 |